# Tàu bọc thép lớp Định Viễn
Lớp Đinh Viễn (giản thể: 定远; phồn thể: 定遠; bính âm: Dìngyǔan; Wade–Giles: Ting Yuen or Ting Yuan) bao gồm một cặp tàu chiến bọc thép — Định Viễn và Trấn Viễn — được đóng cho Hải quân Đế quốc Trung Quốc vào những năm 1880. Chúng là những con tàu đầu của Hải quân Trung Quốc có kích thước đó. Chúng được đóng bởi Stettiner Vulcan AG ở Đức. Ban đầu dự kiến đóng 12 tàu, rồi bị giảm xuống còn ba và sau đó là hai, với chiếc Tể Viễn đã bị giảm kích thước thành tàu tuần dương bảo vệ.
Chúng đã bị ngăn không cho di chuyển đến Trung Quốc giữa cuộc chiến tranh Trung-Pháp, nhưng lần đầu tiênxung kiến trận chiến tại Trận sông Áp Lục vào ngày 17 tháng 9 năm 1894, trong cuộc chiến tranh Trung-Nhật đầu tiên. Hai chị em sau đó chiến đấu trong Uy Hải Vệ vào đầu năm 1895, nơi bị phong tỏa ở bến cảng. Định Viễn bị trúng ngư lôi nên phải cố tình mắc cạn để tiếp tục hoạt động như một pháo đài phòng thủ. Khi hạm đội đầu hàng quân Nhật, cô đã bị phá hủy trong khi Trấn Viễn trở thành thiết giáp hạm đầu tiên của Hải quân Đế quốc Nhật Bản dưới tên là Chin'en. Cuối cùng, Trấn Viễn đã bị loại khỏi đăng bạ Hải quân vào năm 1911 và được bán phế liệu vào năm sau.

## Thiết kế
Xung đột hải quân với các cường quốc phương Tây hồi đầu thế kỷ 19 như trong cuộc chiến tranh thuốc phiện lần thứ nhất và lần thứ hai, trong đó các tàu chiến châu Âu đã đánh tan nát hạm đội thuyền buồm truyền thống của Trung Quốc, đã thúc đẩy một chương trình tái vũ trang lớn bắt đầu từ những năm 1880 dưới thời Tổng đốc của tỉnh Trực Lệ, Lý Hồng Chương. Các cố vấn của Hải quân Hoàng gia Anh cũng đã hỗ trợ chương trình này, và mớ tàu đầu tiên - bao gồm nhiều tàu pháo bọc thép và hai tàu tuần dương nhỏ-đuowjc mua từ các xưởng đóng tàu của Anh  Sau một cuộc tranh chấp với Nhật Bản trên đảo Đài Loan, Hải quân Trung Quốc đã quyết định mua các thiếp giáp bọc thép hạm lớn để đối phó với các tàu bọc thép Fusō và lớp Kongō của Hải quân Đế quốc Nhật Bản đang được đóng. Anh không muốn bán tàu chiến cỡ đó cho Trung Quốc vì sợ xúc phạm Đế quốc Nga, mặc dù đã bán tàu tương tự của Nhật Bản, nên Lý Hồng Chương đã chuyển sang mua từ xưởng đóng tàu của Đức.
Kaiserliche Marine(Hải quân Đế quốc) của Đức vừa hoàn thành bốn chiếc tàu bọc thép lớp Sachsen, và đề nghị bán cho Trung Quốc tàu chế tạo theo thiết kế sửa đổi của lớp đó. Lý Hồng Chương muốn mua tới 12 chiếc tàu bọc thép cỡ lớn, nhưng điều kiện tài chính eo hẹp đã buộc giảm đơn đặt hàng còn ba chiếc tàu, trong đó chiếc Tể Viễn bị giảm kích thước thành tàu tuần dương bảo vệ. Thay vì lắp các khẩu súng chính trên một cặp bệ súng mở cố định như trong lớp Sachsen, thiết kế mới để đặt bốn khẩu súng trong hai bệ xoay nằm về phía trước con tàu. Hai chiếc tàu của lớp, Định Viễn và Trấn Viễn, được chế tạo với chi phí khoảng 6,2 triệu Mark vàng Đức, tương đương với khoảng 1 triệu lượng bạc Trung Quốc.

### Đặc điểm chung và máy móc
Các tàu thuộc lớp Đinh Viễn dài 308 foot (94 m) ở mặt nước và 298,5 ft (91,0 m) tổng thể. Chúng có một chiều ngang 60 ft (18 m) và đáy cao 20 ft (6,1 m). Các tàu trọng tải choãn nước 7.144 tấn Anh (7.259 t) như thiết kế và lên tới 7.670 tấn Anh (7.790 t) khi đầy tải. Vỏ tàu được chế tạo từ thép và được chế tạo với một mũi tông tàu. Tàu được điều khiển bởi một bánh lái duy nhất. Mỗi tàu có một đội thủy thủ gồm 363 sĩ quan và thủy thủ. Tàu được trang bị hai cột buồm quân sự hạng nặng, một ở ngay trước súng chính và một phía sau. Một boong dạo bao phủ các tháp pháo và chạy từ trước đến các ống khói. Mỗi chiếc tàu mang theo một cặp tàu phóng lôi hạng hai ở phía xa của các ống khói, cùng với các cần cẩu để hạ chúng.
Định Viễn và Trấn Viễn, được trang bị một cặp động cơ hơi nước dạng thùng ba xi-lanh nằm ngang, mỗi động cơ lái một cánh quạt trục vít duy nhất. Hơi nước được cung cấp bởi tám trụ nồi hơi được nối với một cặp ống khói giữa tàu. Các nồi hơi được chia thành bốn phòng nồi hơi. Các động cơ được đánh giá ở mức 6.000 mã lực chỉ (4.500 kW) cho tốc độ tối đa 14,5 hải lý trên giờ (26,9 km/h; 16,7 mph), mặc dù cả hai tàu đều vượt quá con số này khi chạy thử nghiệm, với chiếc Trấn Viễn, đạt 7.200 ihp (5.400 kW) và vận tốc 15,4 kn (28,5 km/h; 17,7 mph)  Các tàu chở 700 tấn Anh (710 t) than thường ngày và có thể lên tới 1.000 tấn Anh (1.000 t); điều này cho phép bán kính hoạt động 4.500 hải lý (8.300 km; 5.200 mi) với tốc độ 10 kn (19 km/h; 12 mph). Cả hai tàu đều được gắn buồm cho chuyến đi từ Đức đến Trung Quốc, mặc dù sau đó chúng đã được gỡ bỏ.

### Vũ khí và giáp

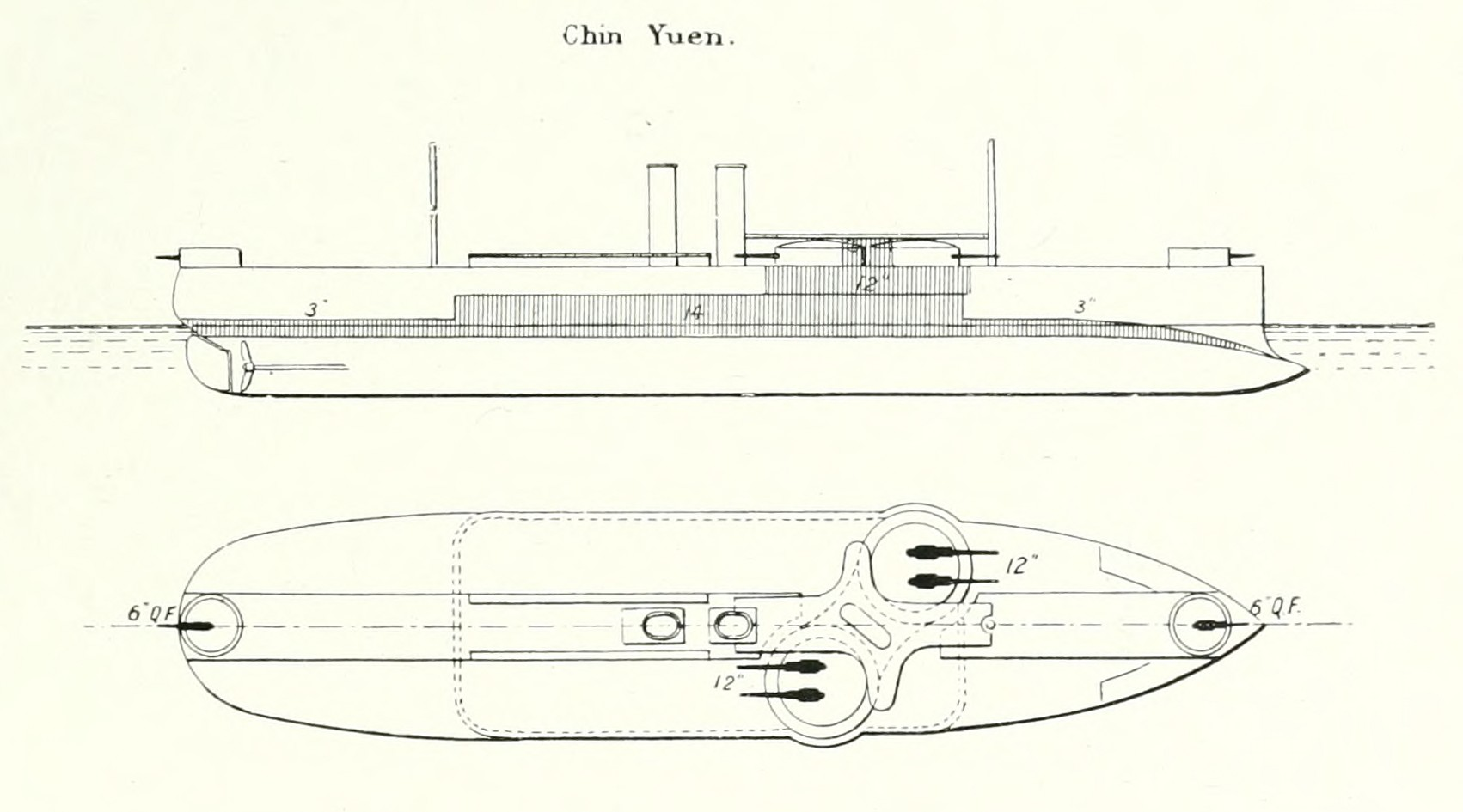
Tổng quan về cách bố trí của một chiếc tàu bọc thép lớp Định Viễn

Các tàu được trang bị bộ pháo chính gồm bốn pháo 12 in (30 cm)/25 li, gắn trong hai bệ súng. Các bệ súng có khả năng là đã được sắp xếp khác nhau trên Định Viễn và Trấn Viễn, nhưng súng của cả hai tàu đều được đặt tại vị trí giống hệt nhau, với tháp mạn trái nằm phía trước của pháo mạn phải. Các khẩu súng này Pháo Krupp 32 tấn (31 tấn Anh; 35 tấn Mỹ). Pháo phụ bao gồm hai khẩu 15 cm được gắn riêng lẻ, một trên mũi tàu và một trên đuôi tàu. Ba ống phóng ngư lôi 356 mm (14,0 in)  cũng được trang bị trên tàu; một cái được gắn ở đuôi tàu và hai cái còn lại được đặt phía trước pháo chính, tất cả đều ở trên mặt nước.
Giáp đai của lớp dày 14 in (36 cm), trong khi giáp cho các tháp pháo chính dày 12 in (30 cm).  Boong tàu bọc thép dày 3 in (7,6 cm) chạy toàn bộ chiều dài của tàu trong các đầu không được bảo vệ. Tháp chỉ huy đã mạ thêm 8 in (20 cm) giáp, trong khi các khẩu 15 cm mỗi khẩu súng đều có tháp pháo có giáp có độ dày từ 3–0,5 in (7,6–1,3 cm).

## Các tàu
| Tên       | Xưởng đóng        | Nằm xuống                | Ra mắt               | Vận hành                |
| --------- | ----------------- | ------------------------ | -------------------- | ----------------------- |
| Định Viễn | AG Vulcan Stettin | Ngày 31 tháng 5 năm 1881 | 28 tháng 12 năm 1881 | Ngày 2 tháng 5 năm 1883 |
| Trấn Viễn | AG Vulcan Stettin | Tháng 3 năm 1882         | 28 tháng 11 năm 1882 | Tháng 3 năm 1884        |

## Lịch sử hoạt động
Hoàn thành vào lần lượt đầu năm 1883 và 1884,  Định Viễn và Trấn Viễn được thủy thủ đoàn Đức đưa đến Trung Quốc, nhưng bị trì hoãn — chủ yếu do Pháp sau khi cuộc chiến tranh Trung-Pháp bùng nổ vào năm 1884—  buộc phải ở lại Đức. Một thủy thủ đoàn người Đức đã đưa Định Viễn ra ngoài để thử nghiệm bắn trên biển, thì khiến của sổ vỡ xung quanh trên tàu, cùng với hư hại cho một ống khói. Sau khi chiến tranh kết thúc vào tháng 4 năm 1885, hai chiếc tàu bọc thép được phép khởi hành đến Trung Quốc cùng với chiếc Tế Viễn. Ba tàu đã đến Trung Quốc vào tháng 10 và chúng chính thức được đưa vào Hạm đội Bắc Duong. Định Viễn là soái hạm của đội hình mới, vào thời điểm chiến tranh Trung-Nhật Bản đầu tiên, cô được đặt dưới sự chỉ huy của Phó Đô đốc Lưu Bộ Thiêm, trong khi Đô đốc Đinh Nhữ Xương cũng được chỉ huy trên tàu. Trấn Viễn nằm dưới sự chỉ huy của thuyền trưởng Lâm Thái Tăng. Khi chiến tranh nổ ra vào năm 1894, cả hai tàu thuộc lớp Đinh Viễn lần đầu tiên xung trận chiến tại Trận chiến Hoàng Hải vào ngày 17 tháng 9.
Hai chiếc tàu đã hình thành phần chính giữa chiến tuyến Trung Quốc,  với mệnh lệnh cho chúng hoạt động hỗ trợ lẫn nhau. Một phát bắn từ Đinh Viễn ở khoảng cách 5500 m cách hạm đội Nhật Bản là phát bắn mở màn của hạm đội Trung Quốc, đã phá hủy đài chỉ huy của chính nó và làm Đô đốc và đội của ông bị thương. Cột báo hiệu của cô cũng bị vô hiệu hóa, khiến hạm đội Trung Quốc hoạt động hoàn toàn trong các cặp đã được chỉ định trong suốt trận chiến. Trong suốt trận chiến, phần chính của hạm đội Nhật Bản tập trung hỏa lực vào hai tàu bọc thép,  nhưng hai tàu vẫn không sao sau khi bên Nhật rút quân khi bóng tối đến gần. Mỗi con tàu đã bị trúng hàng trăm quả đạn pháo,  nhưng giáp đai chính của chúng không bị phá hủy. Trấn Viễn đã bị hư hại vào ngày 7 tháng 11 sau khi đâm vào một rạn san hô không được đánh dấu, đưa cô ra khỏi hoạt động cho đến tháng một sau đó.

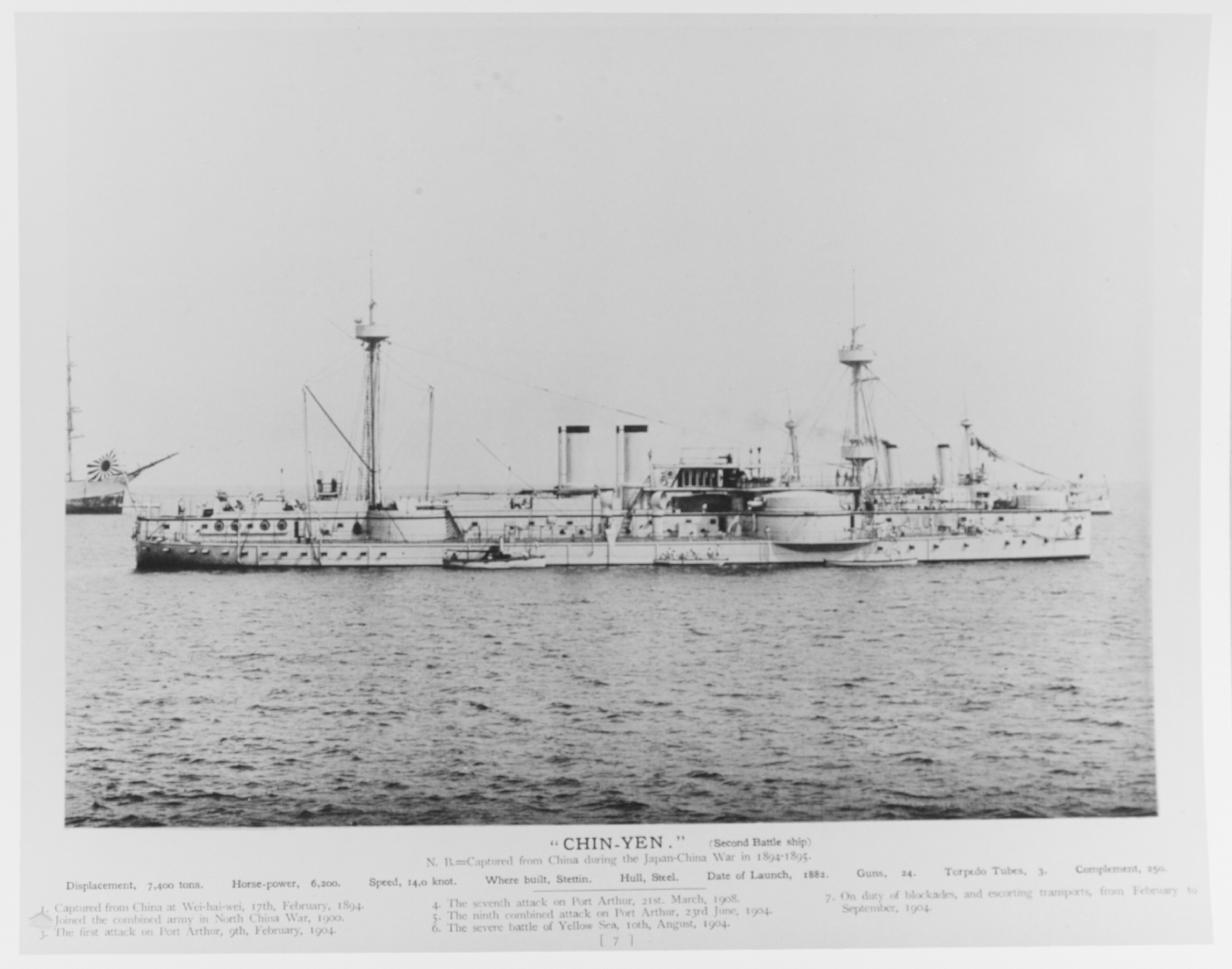
Trấn Viễn khi phuc vụ của Nhật Bản dưới tên Chin'en

Cả hai tàu đều kẹt ở bến cảng trong Trận Uy Hải Vệ vào đầu năm 1895, với  chỉ Trấn Viễn có khả năng đi biển. Chúng không thể ngăn chặn việc chiếm đóng các công sự của cảng bởi quân Nhật và trải qua các cuộc tấn công hàng đêm bằng tàu phóng lôi. Đinh Viễn bị trúng ngư lôi và bắt đầu chìm. Cô nhanh chóng tự mắt cạn tại bãi biển, nơi cô định cư xuống bùn và tiếp tục được sử dụng như một pháo đài phòng thủ. Cờ của Đô đốc Đinh Nhữ Xương sau đó đã được chuyển qua Trấn Viễn. Sau khi Nhữ Xương tự sát, việc đầu hàng cảng và hạm đội đã được thu xếp. Đinh Viễn bị lực lượng Nhật Bản cho nổ, vì họ không thể cứu vãn cô, mặc dù có một khả năng sau một nhân chứng nhìn thấy cô có thể đã bị bên Trung Quốc đặt mìn.
Trấn Viễn sau đó được đưa vào hoạt động trong Hải quân Đế quốc Nhật Bản với tên Chin'en,  trở thành thiết giáp hạm thực sự đầu tiên trong hạm đội. Cô đã được thêm vào đăng bạ Hải quân vào ngày 16 tháng 3, và sau đó được tái vũ trang. Khi các thiết giáp hạm khác của Nhật Bản bắt đầu được đưa vào hạm đội, cô được đánh giá lại là thiết giáp hạm hạng hai vào ngày 21 tháng 3 năm 1898, sau đó là tàu phòng thủ bờ biển hạng nhất vào ngày 11 tháng 12 năm 1905. Trong thời gian dưới cờ Nhật Bản, cô tham gia vào cuộc chiến tranh Nga-Nhật với vai trò là tàu hộ tống. Cô bị tước khỏi đăng bạ vào ngày 1 tháng 4 năm 1911 và được sử dụng làm mục tiêu cho thiết giáp-tuần dương Kurama. Sau đó, cô đã được bán để lấy phế liệu vào ngày 6 tháng 4 năm 1912, trong khi mỏ neo của cô đã được bảo quản gần thành phố Kobe.